# Ивана Миљак Каранфилов
Ивана Миљак Каранфилов (рођена 1986) је српски књижевник и драматург.

## Биографија
Рођена је 1986. године у Новом Саду где је докторирала књижевност на Филозофском факултету са дисертацијом Авангардизам Бошка Токина: кинематографски елементи у теоријском, критичком, прозном и поетском делу и завршила мастер студије драматургије на Академији уметности. На катедрама, као и на пројектима, бавила се кинематографским елементима у књижевним делима авангардиста. Приредила је и објавила збирку филмске прозе Бошка Токина Велики планови. Радила је као професорка у Карловачкој гимназији на предметима Књижевност и Реторика и беседништво, а потом на Катедри за словенску филологију Универзитета „Етвош Лоранд” у Будимпешти. Од 2015. године ради у адвертајзингу. Бави се научним, комерцијалним, уметничким, креативним и терапеутским писањем. Похађала је обуку за фацилитатора терапеутског писања на Институту за терапеутско писање Кетлин Адамс. За збирку прича Данас када сам дошла кући је 2021. године добила награду Ђура Ђуканов од Народне библиотеке „Јован Поповић” Кикинда. Основала је платформу „Студио за креативно писање” у оквиру које држи курсеве креативног писања прозе и курс терапеутског писања. Написала је два романа и једну збирку приче.

## Научни радови
Списак научних радова Иване Миљак Каранфилов у COBISS-у:
- Динамизам Бошка Токина — 2012.
- Односи Бошка Токина и Милоша Црњанског према Микеланђелу — 2012.
- Чарли Чаплин у делу Бошка Токина — 2013.
- Уметност на улицу! — 2013.
- Чарли Чаплин на балу „Хиљаду и једна ноћ” — 2013.
- Критике о Бошку Токину у контексту зенитизма — 2013.
- Винаверова радиофоничност I и II — 2014. и 2015.
- Кинематографско–теоријски рад Бошка Токина — 2015.
- Забрањене прозе српске авангарде — 2015.